# Milch und Honig
Milch und Honig (Originaltitel: Revivre) ist ein französischer Fernsehmehrteiler aus dem Jahr 2009 über die jüdische Alijah im Jahr 1947. Das Melodram wurde im deutschen Fernsehen auf ARTE am 23. und 24. Juli 2009 in sechs Teilen von jeweils etwa 45 Minuten Dauer erstausgestrahlt. Der deutsche Titel ist eine Anspielung auf das verheißene Land, in dem nach biblischer Überlieferung Milch und Honig fließen (2. Mose 33,3 ). Der französische Originaltitel Revivre bedeutet „wieder aufleben“ und bezieht sich auf die jüdische Nation und den wieder auflebenden Nationalstaat.

## Handlung
In Marokko nimmt der Hagana-Agent Dov, als französischer Polizist getarnt, Kontakt mit der jüdischen Gemeinde auf und organisiert deren geheime Auswanderung nach Palästina mit einem Flüchtlingsschiff, das von Algerien aus über Frankreich nach Palästina fahren soll. Der Großteil der jüdischen Gemeinde von Casablanca kann, von der Geheimpolizei des Sultans unbemerkt, nach Algerien flüchten und wartet am Strand gemeinsam mit algerischen Juden auf das Schiff. Als das Schiff Annali mit Verspätung eintrifft, können die meisten Juden noch gerade so dem Zugriff der französischen Polizei entgehen.
In Europa kehren die Holocaust-Überlebenden Lea, Angèle und Max aus den Konzentrationslagern in ihre französische Heimat zurück. Sie finden sich jedoch in einer nach wie vor judenfeindlichen Realität wieder. Sie schlagen sich nach Marseille durch, wo das Flüchtlingsschiff aus Algerien erwartet wird. Auf der Busfahrt nach Marseille schließt sich ihnen David an, der auch auf das Schiff nach Palästina möchte.
Antoine verlor in den letzten Kriegstagen seine Frau und seine Tochter. Geblieben ist ihm nur noch Marc, der Sohn seines jüdischen Freundes, den er nach dessen Tod in seine Obhut genommen hatte. Der gebrochene Antoine will Marc eine Zukunft gemäß seinen jüdischen Wurzeln ermöglichen und bringt ihn nach Marseille.
Als die Annali in Marseille ankommt, verhindert ein Streik der Hafenarbeiter die Beladung mit Lebensmittel und Versorgungsgütern. Die Juden der Annali wollen selbst die Ladung an Bord bringen, werden aber daran von den Streikenden gehindert. Bevor der Konflikt eskaliert, kann Antoine schlichtend eingreifen. Mit dem Hinweis auf das Schicksal der Menschen auf dem Schiff erreicht er ein Einlenken bei den Hafenarbeitern, die für die Annali ihren Streik unterbrechen. Antoine erkennt dabei, dass er sich im Herzen schon mit den Juden verbunden hat. Da er in Frankreich keine Bezugspersonen mehr hat, und sein Pflegesohn Marc ihn zum Mitkommen auffordert, ringt sich Antoine durch und geht an Bord, was von den Juden mit lautem Applaus gefeiert wird. Die mit über 400 Personen überladene Annali macht sich auf den Weg nach Palästina.
An Bord der Annali, die in Anlehnung an den jüdischen Dichter den Codenamen Yehuda Halevi erhält, sorgt das enge Zusammenleben für Spannungen. Vorbehalte und Vorurteile zwischen europäischen und afrikanischen Juden, zwischen Religiösen und Säkularen, zwischen aschkenasischen und sefardischen Juden brechen auf und belasten die Gemeinschaft. Die Situation verschärft sich weiter, als David als britischer Spion enttarnt wird, der mit den Briten in geheimem Funkkontakt steht. Dov zwingt David, als Täuschungsmanöver eine fingierte Nachricht zu funken, und ändert danach das Ziel der Annali von Haifa nach Atlit. Dann will Dov den Spion erschießen, hat jedoch Skrupel es auszuführen. Deswegen wird David nur festgesetzt.
Südlich von Kreta erleidet die Annali einen Maschinenschaden und treibt steuerlos auf dem Meer. Der Kapitän will schon aufgeben und über Funk die britische Marine zur Hilfe rufen. Doch weil das die Internierung der Juden der Annali bedeuten würde, versucht sich Jacob mit seinen Erfahrungen an LKWs erfolgreich an der Schiffsmaschine. Kurz vor der Ankunft in Eretz Israel wird die Annali von britischen Patrouillenflugzeugen entdeckt und überflogen. Die Maschine wird rechtzeitig entdeckt, so dass es Dov gelingt, alle Passagiere in die Unterkünfte in den Laderäumen zu schicken und die Ladeluken abzudecken. Die Täuschung gelingt, die Annali wird als harmloser Frachter angesehen und in Ruhe gelassen.
Es gibt auch positive Momente an Bord. So wachsen die verschiedenen Gruppen in der Not und mit Humor zusammen. Es werden Hebräisch-Sprachkurse und kulturelle Darbietungen angeboten, ein Kind wird geboren, und zwischen Moische und Perla spannen sich erste Liebesbande.
Während die Annali auf dem Mittelmeer unterwegs ist, bereiten Ilan und Avraham mit mehreren Helfern den Kibbuz auf die Ankunft der Einwanderer vor. Sie organisieren weitere Schlafzelte, medizinische Versorgung und Fahrzeuge, um die Passagiere der Annali von der Küste in den Kibbuz zu bringen. Die schlechte Versorgungslage ist eine große Herausforderung und zwingt die Kibbuzniks zu Improvisationen.
Die Annali erreicht während der Nacht die Küste Palästinas. Die Helfer aus dem Kibbuz sind mit mehreren Fahrzeugen zur Stelle und helfen den Passagieren ans Ufer. Noch während die Flüchtlinge ausgebootet werden, wird das Schiff von einer britischen Patrouille entdeckt und gestellt. Es kommt zu einem Handgemenge, bei dem auch Schüsse fallen. Moische wird dabei verletzt. In dem Durcheinander gelingt es, einige der Flüchtlinge und den verletzten Moische von der Küste wegzubringen und im Kibbuz zu verstecken. Die festgenommenen Juden der Annali, darunter auch Perla, werden nach Zypern in das Internierungslager Famagusta deportiert.
Raphael und Alice, die sich von Anfang an nur schwer von ihrem komfortablen Leben in Marokko lösen konnten, sind durch das Lagerleben sehr desillusioniert und geben die Hoffnung auf ein Leben in Palästina auf. Von seiner Frau gedrängt, handelt Raphael mit der Lagerleitung die Rückkehr seiner Familie nach Marokko aus. Dafür ernten sie Verachtung von den anderen Juden im Lager.
Die Juden im Lager nehmen über die Müllabfuhr Kontakt zum zypriotischen Untergrundbewegung auf. Über diese Kontakte können wichtige Güter ins Lager geschmuggelt werden. Bei einem Badetag erkunden die mit inhaftierten Palmachniks die Umgebung und beschließen, einen Fluchttunnel zu graben. Nach langer Arbeit und erfolgreichen Täuschungsmanövern ist der Tunnel fertig. Während die Briten bei einem Boxkampf zwischen Dédé und Boyd, einem britischen Wächter, abgelenkt sind, kann eine große Anzahl der Lagerinsassen an die Küste fliehen und wird dort von einem Fischerboot aufgenommen, das sie nach Palästina bringt.
Im Kibbuz tragen die Bemühungen von Jacques und Antoine, einen guten Kontakt mit dem benachbarten arabischen Dorf herzustellen, erste Früchte. Man hilft sich gegenseitig, die arabische Hebamme Leila kann sich in der Kibbuz-Sanitätsstation bedienen, eine motorbetriebene Pumpe wird gemeinsam am Brunnen installiert. Doch arabischen Fanatikern ist die Zuwanderung der Juden und die Freundschaft zwischen Juden und Arabern ein Dorn im Auge. Mit immer drastischeren Mitteln versuchen sie, einen Keil zwischen Juden und Araber zu treiben. Der Arzt des Kibbuz, Avraham, wird in einen Hinterhalt gelockt und ermordet, der gemeinsame Brunnen wird gesprengt, und den arabischen Dorfbewohnern wird unter Drohungen der Kontakt zu den Juden verboten. Doch Antoine, der sich in Leila verliebt hat, will den Kontakt nicht abbrechen. Auch Jacques will seine neuen Freunde nicht verlieren, und beschenkt sie am Ende des Ramadan nach arabischem Brauch mit Lebensmitteln. Als dann Jacques und Leila ermordet aufgefunden werden, können sich im Kibbuz die weniger gemäßigten durchsetzen und eine Racheaktion beschließen. Moische erkundet als Araber verkleidet das arabische Dorf, um die Häuser der Fanatiker ausfindig zu machen. Bei einem massiven nächtlichen Überfall der Kibbuzniks auf das arabische Dorf wird Moische tödlich verwundet. Die Nachricht über seinen Tod erreicht die Juden im Lager Famagusta und Perla am 29. November 1947, während die UN-Abstimmung über die Teilung Palästinas im Radio übertragen wird.

## Hintergrund
Der Film schildert mit fiktiven Einzelschicksalen die realen Geschehnisse der illegalen Einwanderung von Juden nach Palästina, wie auch die Friedenssehnsucht der lokalen jüdischen wie arabischen Bevölkerung in Palästina, die mit der großen Weltpolitik und dem antijüdischen Panarabismus kollidiert und in der Spirale von Gewalt und Gegengewalt untergeht.
Das reale Schiff, das mit dem Hagana-Codename Yehuda Halevi nach Palästina fuhr, war der Frachter Annali ex Earl of Zetland. Für den Film wurde die Geschichte der Yehuda Halevi mit der anderer Einwandererschiffe vermischt. So war es z. B. die Susana, die nur einen Teil der Einwanderer erfolgreich an Land bringen konnte, und dann von einer britischen Patrouille entdeckt wurde. Oder die Yildrim, die einen Maschinenschaden hatte und deshalb sogar gar nicht als Einwandererschiff genutzt werden konnte. Der Tod eines Einwanderermädchens auf der Yehuda Halevi ist hingegen historisch korrekt, wie auch die Entdeckung während der Ausbootung.
Der Film lässt wie eine Novelle die weitere Vorgeschichte, wie auch die weiterführende Geschichte offen.

## Auszeichnungen
Beim Festival du film de télévision de Luchon wurde Kameramann Romain Winding mit einem Preis ausgezeichnet.